# Chartered Institute of Library and Information Professionals
Die Chartered Institute of Library and Information Professionals (CILIP) ist eine Berufskörperschaft für Bibliothekare, Information Professionals und Wissens-Manager im Vereinigten Königreich.:135 Der gemeinnützige Status der Organisation wird durch eine Royal Charter unterstrichen. Seit 2017 wird die Organisation im öffentlichen Raum vermarktet als CILIP: The library and information association. CILIP in Scotland ist eine unabhängige Organisation, die in Schottland in enger Zusammenarbeit mit CILIP Dienstleistungen auf der Basis von Service Level Agreements liefert.
Das Ziel der CILIP ist es, „Information, Bibliotheksfähigkeiten und professionelle Werte in das Herz einer demokratischen, gleichen und wirtschaftlich erfolgreichen Gesellschaft zu tragen“.

## Allgemeines

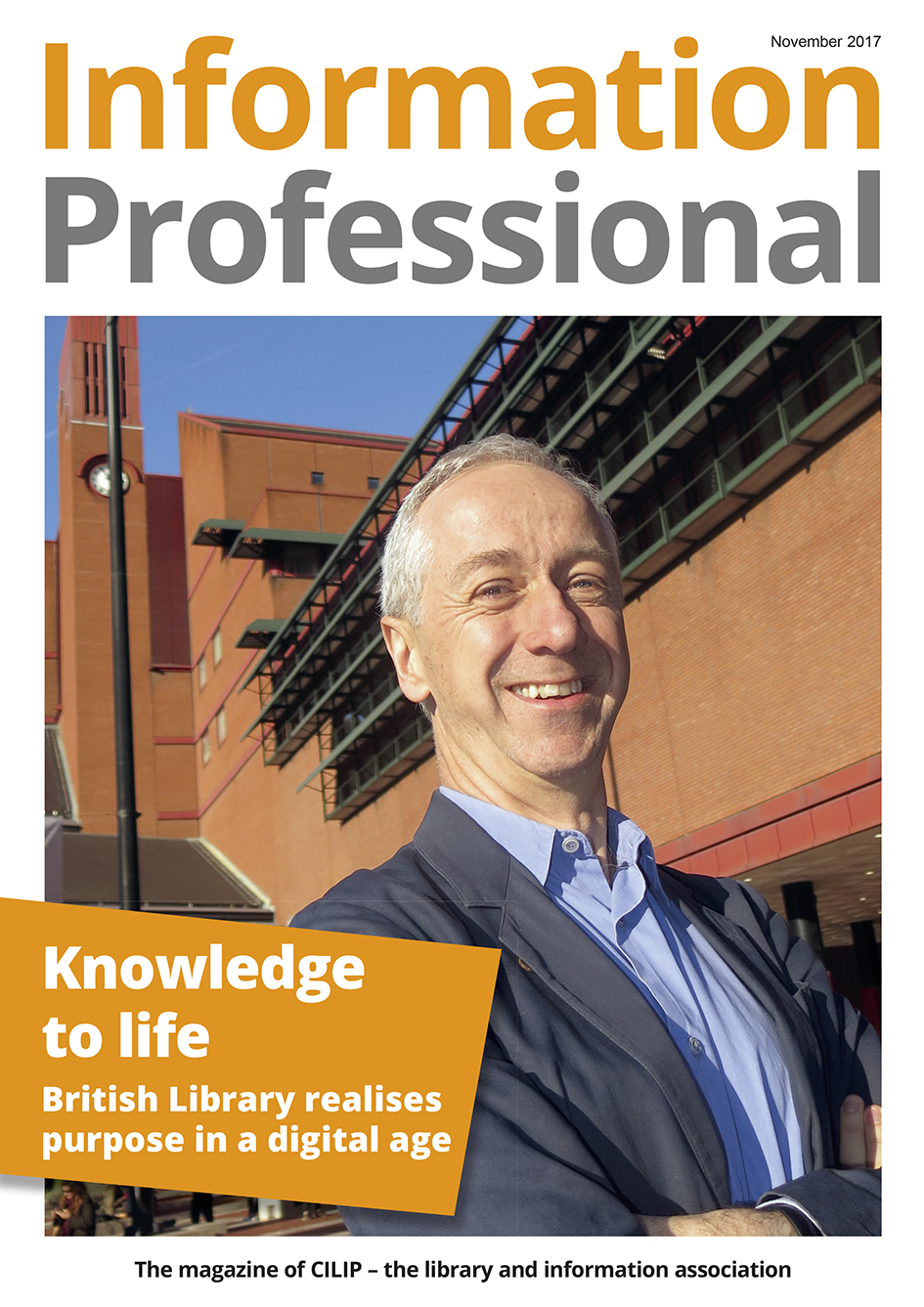
Information Professional Magazine, November 2017

CILIP ist als Mitgliederorganisation auf Personen konzentriert, es gibt auch institutionelle Mitgliedschaften. CILIP agiert als Interessenvertretung der Berufsgruppe gegenüber den Medien, der Regierung, Entscheidungsträgern, sowie als Unterstützer der Mitglieder in akademischen Berufen, bei beruflicher Aus- und Weiterbildung, bei der Arbeitssuche und fortgesetzter, beruflicher Entwicklung.

## Geschichte

### Anfänge, Professionalisierung und Zusammenarbeit
Ein Jahr nach der Gründung der American Library Association (ALA) wurde 1877 im Anschluss an die erste International Conference of Librarians die Library Association (LA, selten auch LAUK) gegründet.:135:18 Nach der ALA ist es die zweite Organisation dieser Art weltweit.:18 Vorläufig nahm man das Journal der amerikanischen Gesellschaft, das Library Journal, als offizielles Organ der Gesellschaft an, wechselte 1882 dann auf eine eigene Veröffentlichung, die Monthly Notes.:157 1899 wurde der Name in den bis heute gültigen Namen geändert: The Library Association Record.:157
Die ersten Mitglieder der LA hatten überwiegend universitären, akademischen Hintergrund.:157 Zunehmend kamen aber Mitglieder aus öffentlichen Bibliotheken hinzu.:157 Der Anteil wuchs, bis es die größte Gruppe von Mitgliedern repräsentierte.:157 Damit wuchs auch die Nachfrage nach Ausbildung und ab 1885 wurden Sommerkurse und Korrespondenzlehrgänge angeboten.:157 Schon 1882 wurden drei Abschlüsse festgelegt und 1885 wurden die ersten Prüfungen durchgeführt.:81 1898 erhielt die LA eine Royal Charter, die es der Association erlaubte, staatlich anerkannte Qualifikation zu verleihen (engl. „chartered“ bedeutet so viel wie amtlich verbrieft, mit Urkunde bestätigt).:81, 157 Bis 1964 wurden diese Prüfungen auch für Schüler außerhalb Großbritanniens angeboten, auch in Ländern, in denen es keine lokale Bibliothekars-Vereinigung gab.:81 Ab 1970 wechselte die LA auf ein Akkreditierungsverfahren.:81
1902 bot die LA Kurse in Zusammenarbeit mit der London School of Economics an.:157 In Kanada wurde 1904 die weltweit erste Vollzeitausbildung für Bibliothekare eingeführt.:18 1919 folgte Großbritannien mit einer akademischen Ausbildung zum Beruf des Bibliothekars an der London School of Librarianship am University College.:18, 157 Die finanzielle Förderung für dieses Unterfangen kam vom Carnegie United Kingdom Trust.:157 Die LA hatte diese Schule lange gefordert, obwohl sie damit ihr eigenes Monopol auf Ausbildung bedrohte.:157
1927 organisierten sich die nationalen Bibliothekars-Gesellschaften in der International Federation of Library Associations and Institutions (IFLA).:18 Ebenfalls nach dem Ersten Weltkrieg integrierte die LA die bis dahin eigenständige, 1908 gegründete Library Association Scottland und arbeitete ab 1931 eng mit dieser zusammen.:157 Die Welsh Library Association (WLA) und die Organisation in Nordirland waren Teilgesellschaften der LA.
1941 beauftragte der Carnegie Trust die LA, die Auswirkungen des Zweiten Weltkriegs auf das Bibliothekswesen zu untersuchen.:157 Unter der Leitung von Lionel McColvin (1896–1976) wurden zwei einflussreiche Berichte verfasst, einer zu den kriegsbedingten Problemen und einer zu den Nachkriegsentwicklungen.:157
Nach dem Krieg nahm die Anzahl der Ausbildungsmöglichkeiten rapide zu.:157 Zuerst musste die LA akademisch ausgebildete Personen von den Prüfungen ausschließen und ließ das Prüfungsverfahren in den 1970ern endgültig fallen.:157

### Spaltung und Vereinigung – Geschichte der IIS
Die stark durch öffentliche Bibliotheken beeinflusste LA hatte einen Anteil von überwiegend wissenschaftlich-technisch ausgebildeten Mitgliedern, deren Anforderungen sich stark von denen der übrigen Mitglieder unterschieden. In der Wissenschaftsgemeinde lag der Schwerpunkt weniger in einer umfangreichen Sammlung von Büchern, sondern in der Verwertung von Forschungsliteratur.:8 Ein Teil dieser Initiative wurde durch die Association of Special Libraries and Information Bureaux (ASLIB) vertreten, die mit der LA Gespräche führte, eine Lösung dieser Probleme herbeizuführen.:7 Obwohl eine Mehrheit der ASLIB-Mitglieder die Änderungen befürworteten, wurden diese nicht umgesetzt, auch weil sie eine erhebliche Änderung der bisherigen Aktivitäten bedeutet hätte.:8 Die Situation eskalierte bis Jason Farradane 1957 einen Brandbrief an die Fachzeitschrift Engineering schickte, in dem er zur Bildung einer erfahrenen Gruppe von Informationsarbeitern anregte, die einen Fähigkeitskatalog für die Anforderungen dieser Gruppe zusammenstellen sollte.:8 In diesem Brief regte Farradane die Bezeichnung „Information Scientists“ an.:8 Ende 1957 konnte Farradane ein Treffen in den Büros der Institution of Electrical Engineers (IEE) im Januar 58 ankündigen, und dass er die Unterstützung von George Malcolm Dyson gewonnen habe, der damals in mehreren Komitees der International Union of Pure and Applied Chemistry (IUPAC) saß und dementsprechend großen Einfluss nehmen konnte.:8
Das Treffen fand statt und entschied, eine eigene Organisation zu schaffen.:0 Eine Gruppe von Männern wurde mit der formalen Bildung beauftragt.:8 Die Satzung wurde auf einem Treffen der Royal Society of Arts am 23. Mai 1958 verabschiedet.:9 Die Gründung der Institute for Information Scientists (IIS) wurde so vollzogen.:9
Innert kurzer Zeit stieg die Mitgliedschaft auf 85 Personen und erreichte im März 1959 schon 150.:9 Im Verlaufe des Jahres 1959 wurde die Gemeinnützigkeit anerkannt und die Bildung als Company limited by guarantee war abgeschlossen.:8 Die IIS zog nicht nur Bibliothekare an, sondern auch Mitglieder aus anderen technischen Berufen und der Industrie und war deutlich stärker technologisch ausgerichtet als die LA.
Initial wurde die Mitgliedschaft auf 500 Personen begrenzt.:10 Als diese Grenze 1966 erreicht wurde, erhöhte man die Zahl auf 2000, und erhöhte sie 1988 erneut, als die Mitgliederzahl auf rd. 2300 stand.:10 1992 erreichte die Mitgliederzahl 2800 und sank dann unter dem Einfluss der Verhandlungen mit der LA wieder unter 2000.:10
Die zunehmende Technologisierung der Gesellschaft egalisierte die unterschiedlichen Anforderungen und die beiden Organisationen entschlossen sich in Verhandlungen ab 1992:158, ab 2002 wieder gemeinsam zu agieren und dies unter einem neuen Namen: CILIP.:135

## Leistungen
Als Berufskörperschaft regelt CILIP die Ausbildungspläne für Bibliothekare und andere Informations-Arbeiter, führt Prüfungen durch und zertifiziert die Fähigkeiten.:135 Erfolgreiche Absolventen dürfen Namenszusätze führen, ACLIP (Affiliate member), MCLIP (Chartered member) und FCLIP (Fellow).:135 Von 2003 bis 2005 wurden Übergangsregelungen in Kraft gesetzt, da die Qualifizierung der beiden fusionierten Organisationen nicht vollständig übereinstimmten.:135 Zudem wurden die 28 internen Arbeitsgruppen (Special-Interest-Groups) neu gegliedert.:135

## Preise und Auszeichnungen
Seit 1937 vergab die LA jährlich die Carnegie Medal für das beste Kinderbuch im Königreich.:157 Es ist der älteste und renommierteste Preis dieser Art im Königreich.:135:157

## Organisation
Nach englisch-walisischem Recht ist CILIP organisiert als gemeinnützige Organisation mit Royal Charter Nr. 313014, Company No. RC000780. Schwesterorganisationen betreuen die Bibliothekswissenschaften in Wales (CILIP Cymru) und in Schottland (CILIPS). Der Nordirische Zweig der Library Association kooperierte seit 1961 mit der Library Association of Ireland (LAI).:419
Wie alle gemeinnützigen Organisationen in Großbritannien werden die Aktivitäten durch ein Board of Trustees beaufsichtigt. CILIPs Board hat 13 Trustees, die alle unentgeltlich arbeiten. Um auch eigene Veröffentlichungen lancieren zu können, hat CILIP Facet Publications gegründet, ein kommerzielles Unternehmen, das nicht durch den Charity Act beschränkt ist und Veröffentlichungen der CILIP vermarktet.